# تیم ملی فوتبال جزایر کیمن
تیم ملی فوتبال جزایر کیمن نمایندهٔ کشور جزایر کیمن در مسابقات بین‌المللی است که زیر نظر فدراسیون فوتبال جزایر کیمن فعالیت می‌کند.
اولین بازی رسمی این تیم در تاریخ ۲ مارس ۱۹۸۱ میلادی در برابر تیم ملی فوتبال دومینیکا برگزار شده‌است.